# Schloss Burgwerben

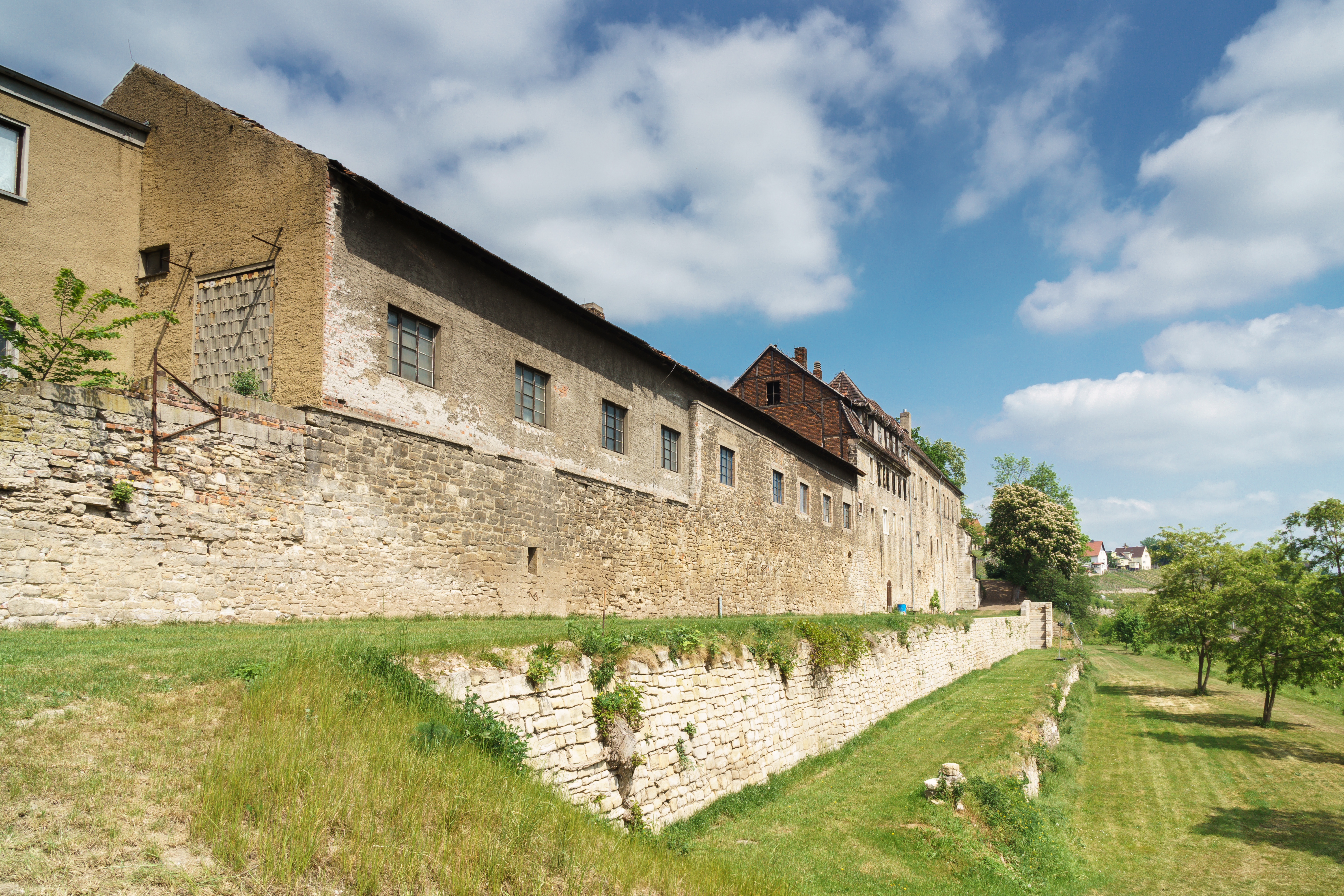
Ehemaliges Rittergut von der Saaleseite

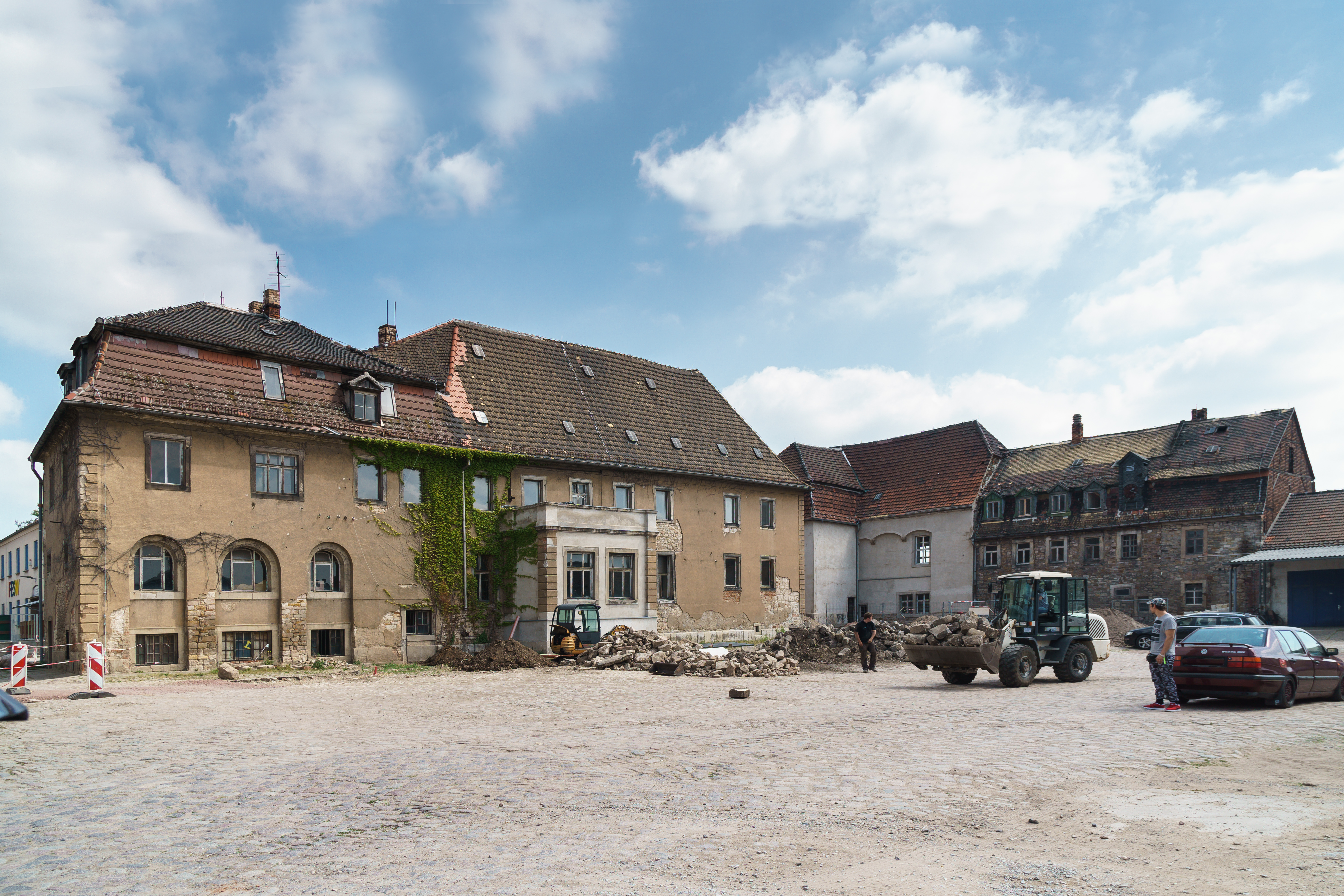
Hauptgebäude im Hof, 2018

Das Schloss Burgwerben oder auch Rittergut Burgwerben ist ein denkmalgeschütztes Bauwerk im Ortsteil Burgwerben der Stadt Weißenfels in Sachsen-Anhalt. Im örtlichen Denkmalverzeichnis ist das Rittergut unter der Erfassungsnummer 094 15643 als Baudenkmal verzeichnet.

## Lage
Die Schlossanlage befindet sich in Burgwerben in der Weinstraße und ist von der Saale aus erkennbar. Zur Schlossanlage gehörte auch ein kleiner Landschaftspark.

## Allgemeines
Im späten 9. Jahrhundert wird eine Burg mit dem Namen Uuirbinaburg erwähnt. Zu dieser Zeit gab es in der Nähe von Weißenfels mindestens drei Orte und zwei Burgen, die den Namen Uuirbina trugen. Erst später fügte man diesen Orten Bestimmungswörter hinzu, um sie besser unterscheiden zu können. Dadurch entstanden die Ortsnamen Markwerben, Tagewerben, Reichardtswerben und der Ort mit der wohl bedeutenderen Burg, Burgwerben.
Es ist nicht genau geklärt, ob noch Bauteile der ersten Burg am heutigen Platz erhalten sind, da nicht sicher geklärt ist, aus welchem Material die frühmittelalterlichen Besatzungsburgen bestanden. Von den heutigen Gebäuden weist nur die Kelleranlage ein hohes Alter auf. Sie entstand wahrscheinlich im Hochmittelalter oder später. Es wird vermutet, dass sich die Burg früher über einen weit größeren Teil erstreckte und dass die Vorburg ungefähr dort war, wo sich heute die Kirche befindet.
Je nach Bewohner wurde das Bauwerk als Schloss oder auch als Rittergut bezeichnet.
In einem Nebenflügel des Schlosses befindet sich heute ein kleines Weinbau-Museum.

## Geschichte
Die Anlage befand sich von Anfang des 15. Jahrhunderts bis Mitte des 16. Jahrhunderts im Besitz des Adelsgeschlechtes von Haugwitz, unter anderem im Besitz von Jan von Haugwitz, dem Großvater von Katharina von Bora. Über die Jahrhunderte befand sich das Schloss im Besitz der Familien von Bothfeld, von Stahr, von Funcke und zuletzt Familie Reinhardt.
Vor der Schlacht von Roßbach, einer Schlacht während des Siebenjährigen Kriegs, nutzte vom 30. Oktober bis 2. November 1757 der Prinz von Sachsen-Hildburghausen das Schloss als Quartier und nach der Schlacht verbrachte hier Friedrich der Große als Gast der Familie Funcke eine Nacht. Eine Reproduktion eines Gemäldes, welches Friedrich in Burgwerben zeigt, hängt im restaurierten Saal des Schlosses. 1879 ging das Schloss in den Besitz der Familie Reinhardt über, in deren Besitz es bis zur Enteignung in der Zeit nach dem Zweiten Weltkrieg blieb. Die Burganlage wurde als Wohnstätte, Stützpunkt für Landtechnik, Verwaltungsgebäude und Schule genutzt. Während dieser Zeit wurde nicht viel für die Erhaltung der Anlage getan und sie verfiel immer weiter. Die Gemeinde Burgwerben kaufte 2007 die Schlossanlage und übertrug sie der 2009 gegründeten Bürgergenossenschaft Weindorf Burgwerben eG. Seit 2011 wird das Schloss durch die ehrenamtlichen Mitglieder der Bürgergenossenschaft wieder instand gesetzt und die Geschichte des Schlosses erforscht.

## Architektur
Die heute erhaltenen Gebäude der Schlossanlage stammen wahrscheinlich fast alle aus dem 17. und 18. Jahrhundert. Ein Teil der Schlossanlage stammt aus der Zeit um 1910, dazu gehört auch die Veranda. In einigen Räumen wurden Spuren entdeckt, die auf einen Versuch eines Einbaues einer Kapelle hindeuten.

### Hauptgebäude
Zentral im Hof der Schlossanlage befindet sich das zweigeschossige Hauptgebäude. Das barocke Portal des Hauptgebäudes stammt aus dem 17. Jahrhundert. Auf dem Hauptgebäude befindet sich ein Walmdach.

### Askanischer Witwensitz
Bei einem der langgestreckten Gebäude an der Saaleseite, das mit einem markanten Fries ausgestattet ist, handelt es sich vermutlich um den Witwensitz von Eilika Billung, Frau von Otto von Ballenstedt und Mutter von Albrecht dem Bären. Das Gebäude wurde laut Dehio im 16. Jahrhundert im barocken Stil erbaut oder umgebaut.